# 5635 Коле
5635 Коле (5635 Cole) — астероїд головного поясу, відкритий 2 березня 1981 року.
Тіссеранів параметр щодо Юпітера — 3,475.